# Daniel Ädel
Daniel Ädel (teilweise auch als Daniel Eriksson bezeichnet, * 9. September 1986) ist ein ehemaliger isländischer Eishockeyspieler, der fast seine gesamte Karriere bei unterklassigen schwedischen Vereinen verbrachte. Sein jüngerer Bruder Patrick war ebenfalls isländischer Nationalspieler. Sein Vater Lenny Eriksson war sowohl als Spieler als auch als Trainer im Profibereich tätig.

## Karriere
Daniel Ädel, dessen schwedischer Vater Lenny Eriksson in den 1970er Jahren für Brynäs IF und Örebro IK in der höchsten schwedischen Spielklasse aktiv war und später Profimannschaften in Norwegen, Schweden und Österreich trainierte, begann seine Karriere in der Nachwuchsabteilung der Nybro Vikings. Die Spielzeit 2004/05 verbrachte er bei Nyköpings Hockey, für deren Juniorenteam er in der J20 Elit, der zweithöchsten Nachwuchsspielklasse Schwedens, spielte. Anschließend stand er überwiegend bei unterklassigen schwedischen Klubs unter Vertrag. Lediglich im Winter 2005/06 absolvierte er insgesamt 9 Partien für die Nordic Vikings aus Peking in der Asia League Ice Hockey. Seine letzte Karrierestation war der Boo IF aus der sechstklassigen Division 4, bei dem er 2012 seine Laufbahn beendete.

### International
Obwohl Ädel in seiner Karriere nie in Island gespielt hat, stand er bereits im Juniorenbereich für die Nordmänner auf dem Eis und nahm an der U18-Weltmeisterschaft 2004 in der Division II sowie den U20-Weltmeisterschaften 2004 in der Division II und 2005 und 2006, als er bester Vorbereiter des Turniers war, in der Division III teil.
Für die isländische Herren-Nationalmannschaft spielte Ädel bei den Weltmeisterschaften der Division II 2005, 2007, 2008, 2009, 2010 und 2011. Nach zwischenzeitlichem Abstieg trat er mit seinem Team 2006 in der Division III an und erreichte den sofortigen Wiederaufstieg.

## Erfolge und Auszeichnungen
- 2006: Aufstieg in die Division II bei der Weltmeisterschaft der Division III
- 2006: Aufstieg in die Division II bei der U20-Weltmeisterschaft der Division III
- 2006: Meiste Torvorlagen bei der U20-Weltmeisterschaft der Division III

## Asia-League-Statistik
(Stand: Ende der Saison 2005/06)